# Hindman
Hindman és una població dels Estats Units a l'estat de Kentucky. Segons el cens del 2000 tenia 787 habitants.

## Demografia
Segons el cens del 2000, Hindman tenia 787 habitants, 356 habitatges, i 220 famílies. La densitat de població era de 89,9 habitants/km².
Dels 356 habitatges en un 31,2% hi vivien nens de menys de 18 anys, en un 41,3% hi vivien parelles casades, en un 18,8% dones solteres, i en un 38,2% no eren unitats familiars. En el 36% dels habitatges hi vivien persones soles el 15,7% de les quals corresponia a persones de 65 anys o més que vivien soles. El nombre mitjà de persones vivint en cada habitatge era de 2,19 i el nombre mitjà de persones que vivien en cada família era de 2,87.
Per edats la població es repartia de la següent manera: un 25,3% tenia menys de 18 anys, un 10,7% entre 18 i 24, un 25,4% entre 25 i 44, un 22,7% de 45 a 60 i un 15,9% 65 anys o més.
L'edat mediana era de 37 anys. Per cada 100 dones de 18 o més anys hi havia 77,6 homes.
La renda mediana per habitatge era de 14.511 $ i la renda mediana per família de 21.806 $. Els homes tenien una renda mediana de 31.477 $ mentre que les dones 21.979 $. La renda per capita de la població era d'11.637 $. Entorn del 32% de les famílies i el 38,9% de la població estaven per davall del llindar de pobresa.

## Poblacions més properes
El següent diagrama mostra les poblacions més properes.